# خروسک‌ماهی پرنده بال‌خالدار
خروسک‌ماهی پرنده بال‌خالدار (نام علمی: Dactyloptena macracantha) نام یک گونه از تیره خروسک‌ماهیان پرنده است.